# Michael Ngadeu-Ngadjui
Michael Ngadeu-Ngadjui (Maroua, 23 de noviembre de 1990) es un futbolista camerunés que juega como defensa en el Beijing Guoan de la Superliga de China.

## Selección nacional
Debutó internacionalmente para Camerún frente a Gambia.

### Goles internacionales
Resultados de Camerún en primer lugar
| # | Fecha                | Estadio                                  | Oponente      | Gol  | Resultado | Competición                    |
| - | -------------------- | ---------------------------------------- | ------------- | ---- | --------- | ------------------------------ |
| 1 | 18 de enero de 2017  | Stade d'Angondjé, Libreville, Gabón      | Guinea-Bissau | 2– 1 | 2-1       | Copa Africana de Naciones 2017 |
| 2 | 2 de febrero de 2017 | Stade de Franceville, Franceville, Gabón | Ghana         | 1- 0 | 2–0       | Copa Africana de Naciones 2017 |

## Clubes
| Club               | País            | Año       |
| ------------------ | --------------- | --------- |
| Canon Yaoundé      | Camerún         | 2008-2010 |
| Kirchhörder SC     | Alemania        | 2010-2011 |
| SV Sandhausen II   | Alemania        | 2011-2012 |
| F. C. Núremberg II | Alemania        | 2012-2014 |
| F. C. Botoșani     | Rumania         | 2014-2016 |
| Slavia Praga       | República Checa | 2016-2019 |
| K. A. A. Gante     | Bélgica         | 2019-2023 |
| Beijing Guoan      | China           | 2023-     |

## Palmarés

### Títulos nacionales
| Título                               | Club            | País            | Año  |
| ------------------------------------ | --------------- | --------------- | ---- |
| Liga de Fútbol de la República Checa | Slavia de Praga | República Checa | 2017 |
| Copa de la República Checa           | Slavia de Praga | República Checa | 2018 |
| Liga de Fútbol de la República Checa | Slavia de Praga | República Checa | 2019 |
| Copa de la República Checa           | Slavia de Praga | República Checa | 2019 |
| Copa de Bélgica                      | K. A. A. Gante  | Bélgica         | 2022 |

### Títulos internacionales
| Título                    | Club (*) | País  | Año  |
| ------------------------- | -------- | ----- | ---- |
| Copa Africana de Naciones | Camerún  | Gabón | 2017 |

(*) Incluye la selección.